# Беккер, Кнут
Карл Хенрик Кнут Беккер (дат. Carl Henrik Knuth Becker; 21 января 1891, Йёрринг — 30 октября 1974, Ольборг) — датский писатель.

## Биография
Родился 21 января 1891 года в Йёрринге. В возрасте 11 лет был отправлен в дом для беспризорных. Его переживания на эту тему позже нашли отражение в романе «Мир ждёт». После школы он стал рабочим на ферме, подрабатывал кузнецом, стал солдатом и возглавил машинную мастерскую своего отца, которая обанкротилась в 1930 году. К этому времени он уже окончательно определился как писатель.
Писал стихи на социальные и политические темы. Первый сборник «Стихотворения» был издан в 1916 году. В серии романов из жизни беспризорных детей Беккер правдиво показал жестокую систему воспитания и эксплуатации детского труда:
- «Хлеб насущный», 1932.
- «Мир ждёт», 1934.
- «Беспокойная весна», 1938-39.
- «Когда идёт поезд» 1944.

В 1961 году Беккер получил первую литературную премию Датской академии в размере 50 000 датских крон.

## Анализ творчества
В 2020 году датский литературовед и исследователь истории скандинавской литературы Лиза Прэстгор Андерсен (дат. Lise Præstgaard Andersen) в академическом журнале Nordica публикует статью «Knuth Becker (1891–1974): Undertrykkelse og livslyst» («Карл Хенрик Кнут Беккер (1891–1974): Подавление и жажда жизни»). Эта работа представляет собой одно из самых полных исследований творчества писателя.
В статье Андерсен проводит всесторонний анализ девятитомной романной серии Беккера (1932–1956) об alter ego писателя Кае Гётше (Kai Gøtsche), персонаже, вдохновлённом библейским Каином. Она рассматривает  серию как «роман становления», в котором противопоставлены «витализм» и христианская мораль. Также проводятся параллели с идеологией движения «Внутренняя миссия» (Indre Mission), которое играло значительную роль в датском обществе того времени.
Андерсен отмечает, что серия Беккера отражает его критическое отношение к строгим религиозным догмам. Она видит в Кае Гётше символ подавленного индивида, который освобождается через «жизненную силу и гуманистические идеалы». Этот аспект связывает творчество писателя с широкой традицией религиозной критики в датской литературе. Так же литературовед исследует ранние стихотворения Беккера, написанные в 1920-30-х годах, называет их «бурлескными и язвительными», и приходит к выводу, что они являются предварительными набросками к религиозной критике, позже развитой в прозе.
Лиза Прэстгор Андерсен рассматривает Беккера как значимого, но недооценённого автора, чьи произведения заслуживают нового прочтения.

## Издания
Произведения: Рус. перев. — Мир ждет. М., 1937.